# Lhota pod Libčany
Lhota pod Libčany település Csehországban, a Hradec Králové-i járásban. Lhota pod Libčany Urbanice, Libčany, Osice, Roudnice, Praskačka, Hvozdnice és Syrovátka településekkel határos. Lakosainak száma 1050 fő (2024. január 1.).

## Népesség
A település lakosságának változását az alábbi diagram mutatja:
| Lakosok száma | 749  | 846  | 791  | 687  | 733  | 785  | 948  | 954  | 973  | 1050 |
|               | 1869 | 1890 | 1921 | 1950 | 1980 | 2001 | 2017 | 2019 | 2022 | 2024 |